# Spilornis klossi
Spilornis klossi là một loài chim trong họ Accipitridae.